# ایستگاه متروی عبدل‌آباد
ایستگاه متروی عبدل‌آباد یکی از ایستگاه‌های خط ۳ متروی تهران است که در بزرگراه چراغی نبش خیابان ورزش واقع شده‌است. بزودی این ایستگاه، ایستگاه تبادلی خط ۳ و خط ۱۱ متروی تهران خواهد شد.

## مشخصات
این ایستگاه که در تاریخ هشتم تیر ماه سال ۱۳۹۴ افتتاح شد، دارای ۱۱۰۰۰ متر مربع فضای سرپوشیده و ۱۵۰۰ متر مربع فضای باز می‌باشد. ایستگاه متروی عبدل‌آباد بین سه منطقه ۱۷، ۱۸ و ۱۹ قرار گرفته و محلاتی چون عبدل‌آباد، نعمت‌آباد، شهرک ولی‌عصر و … را پوشش می‌دهد.
در تاریخ ۱ آذر ۹۵، ورودی شمالی ایستگاه مترو عبدل‌آباد مجهز به ۲ دستگاه پله برقی و یک رمپ ویژه معلولان مورد بهره‌برداری قرار گرفت.
در حال حاضر، ایستگاه عبدل‌آباد دارای ۲ ورودی فعال، ۱۰ دستگاه پله‌برقی، ۶ گیت ورودی و ۵ گیت خروجی است و روزانه به‌طور متوسط حدود ۱۰ هزار مسافر را جابه‌جا می‌کند.
شایان ذکر است که در نزدیکی این ایستگاه، خطوط اتوبوسرانی در پایانه شهید سروری فعال است و نزدیکی به بازار لباس، پارچه و پرده عبدل‌آباد، باعث افزایش آمار مسافران آن شده است.